# Sports Car Club of America
De Sports Car Club of America of SCCA is een organisatie die net als de Grand Am weg-, rally- en autocrossraces organiseert in de Verenigde Staten. De organisatie werd opgericht in 1944.

## Racetypen

### Clubraces
Het clubracen is de populairste vorm van autosport die de SCCA organiseert. Het zijn amateurraces voor ieder die een racevergunning bezit. In deze klasse worden ook pit-ploegen opgeleid om in het professioneel racen te werken. Er zijn regionale kampioenschappen en één nationaal kampioenschap genaamd de "RunOff". De RunOff wordt sinds 2006 gehouden op het Heartland Park Topeka. Jerry Hansen is recordhouder qua aantal titels, hij heeft er 27 op zijn naam staan.

### Autocross
Bij de autocross moeten de coureurs een voor een het asfaltparcours afleggen en degene met de snelste tijd wint. Er zijn regionale, divisionale, nationale en professionele kampioenschappen. Het nationaal kampioenschap wordt verreden op Heartland Park Topeka. De ProSolo is de professionele klasse. Hier rijden twee auto's een soort dragrace over het parcours.

### Wegrally
De SCCA organiseert het SCCA ProRally is een nationaal rallykampioenschap. Het is te vergelijken met het WRC. Er is ook een amateurklasse: SCCA ClubRAlly.

### Professioneel racen
De SCCA organiseert ook nog professionele circuitraces in de Verenigde Staten, zoals de Trans-Am Series en het populaire SPEED World Challenge en het Pro MX-5.

## Divisies en regio's
De Verenigde Staten is door de SCCA verdeeld in divisies, die weer zijn verdeeld in regio's (1 t/m 110). Ook is de VS verdeeld in areas (1 t/m 11).

### Noordelijke Pacifische Divisie
De Noordelijke Pacifische Divisie omvat Alaska, Noord-Californië, Idaho, West-Montana, Noord-Nevada, Oregon en Washington. Het is verdeeld over twee regio's: Area 9 (Californië en Nevada) en Area 11 (de rest). De SCCA-regio's zijn als volgt, met de belangrijke SCCA-circuits erbij:
- Regio 27 (Northwest)
  - Bremerton Motorsports Park, Port Orchard, Washington
  - Pacific Raceways, Seattle
- Regio 33 (San Francisco)
  - Infineon Raceway, Sonoma, Californië
  - Mazda Raceway Laguna Seca, Monterey, Californië
  - Thunderhill Park, Willows, Californië
- Regio 38 (Big Sky)
- Regio 67 (Arctic Alaska)
- Regio 96 (Oregon)
  - Portland International Raceway, Portland, Oregon
- Regio 101 (Reno)
- Regio 105 (Montana)
- Regio 106 (Snake River)

### Zuidelijke Pacifische Divisie
De Zuidelijke Pacifische Divisie omvat Arizona, Zuid-Californië, Hawaï en Zuid-Nevada. Het ligt helemaal in Area 11, waarin ook een deel van de Noordelijke Pacifische Divisie ligt. De SCCA-regio's zijn als volgt, met de belangrijke SCCA-circuits erbij:
- Regio 2 (Arizona)
  - Firebird International Raceway Park, Chandler, Arizona
  - Phoenix International Raceway, Phoenix, Arizona
- Regio 19 (California Sports Car Club)
  - Buttonwillow Raceway Park, Buttonwillow, Californië
  - Willow Springs International Raceway, Rosamond, Californië
  - California Speedway, Fontana, Californië
- Regio 46 (Hawaï)
  - Aloha Stadium, Honolulu, Hawaï (Oahu)
  - Maui Raceway Park, Puunene, Hawaï (Maui)
- Regio 57 (San Diego)
- Regio 72 (Las Vegas)
  - Las Vegas Motor Speedway, Las Vegas, Nevada
  - Spring Mountain Motorsports Park, Parhump, Nevada
- Regio 88 (Arizona Border)

### Rocky Mountain Divisie
De Rocky Mountain Divisie omvat Colorado, Oost-Montana, New Mexico, Utah en Wyoming, en ligt helemaal in Area 8. De SCCA-regio's zijn als volgt, met de belangrijke SCCA-circuits erbij:
- Regio 8 (Colorado)
- Regio 50 (Utah)
- Regio 52 (Southwest Montana)
- Regio 53 (Rio Grande)
  - Sandia Motorsport Park, Albuquerque, New Mexico
- Regio 81 (Pan American)
  - Arroyo Seco Motorplex, Deming, New Mexico
- Regio 108 (Yellowstone)
- Regio 109 (Continental Divide)
  - La Junta Raceway, La Junta, Colorado
  - Pueblo Motorsports Park, Pueblo, Colorado

### Zuidwestelijke Divisie
De Zuidwestelijke Divisie omvat Louisiana en Texas, en ligt helemaal in Area 7.  De SCCA-regio's zijn als volgt, met de belangrijke SCCA-circuits erbij:
- Regio 9 (Delta)
- Regio 32 (Houston)
  - Texas World Speedway, College Station, Texas
- Regio 41 (Texas)
  - Texas Motor Speedway, Justin, Texas
- Regio 44 (Southwest Louisiana)
- Regio 60 (Central Louisiana)
- Regio 69 (South Texas Border)
  - Cabaniss Air Force Base, Corpus Christi, Texas
- Regio 78 (Red River)
- Regio 87 (West Texas)
- Regio 98 (Lone Star)

### Midwestelijke  Divisie
De Midwestelijke Divisie omvat Arkansas, Zuid-Illinois, West-Iowa, Kansas, Noord-Mississippi, Missouri, Nebraska, Oklahoma en West-Tennessee, en ligt helemaal in Area 6. De SCCA-regio's zijn als volgt, met de belangrijke SCCA-circuits erbij:
- Regio 15 (Kansas)
  - Heartland Park Topeka
- Regio 16 (Kansas City)
- Regio 21 (St. Louis)
  - Gateway International Raceway
- Regio 30 (Oklahoma)
- Regio 48 (Nebraska)
  - MidAmerica Motorplex
- Regio 54 (Northeast Oklahoma)
  - Hallett Motor Racing Circuit
- Regio 58 (Southern Illinois)
  - Gateway International Raceway
- Regio 66 (Mid South)
  - Memphis Motorsports Park
- Regio 73 (Mississippi)
- Regio 76 (Des Moines)
- Regio 77 (Arkansas)
- Regio 90 (Wichita)
- Regio 107 (Ozark Mountain)
- Regio 110 (Salina)

### Centrale Divisie
De Centrale Divisie omvat Kentucky, Ohio, Noord-Illinois, Minnesota, Indiana, Oost-Iowa, Michigan, North Dakota, South Dakota, zuidelijk West Virginia en Wisconsin. Het is de grootste SCCA-divisie. Zij is verdeeld in twee Area's: Area 4 (Indiana, Kentucky, Michigan, Ohio, en West Virginia) en Area 5 met de rest. De SCCA-regio's zijn als volgt, met de belangrijke SCCA-circuits erbij:
- Regio 4 (Central Illinois)
- Regio 6 (Western Michigan)
  - Gingerman Raceway, South Haven, Michigan
  - Grattan Raceway, Belding, Michigan
- Regio 7 (Chicago)
  - Autobahn Country Club, Joliet, Illinois
  - Blackhawk Farms, South Beloit, Illinois
  - Road America, Elkhart Lake, Wisconsin
- Regio 10 (Detroit)
  - Waterford Hills, Clarkston, Michigan
- Regio 13 (Indianapolis)
  - O'Reilly Raceway Park at Indianapolis, Clermont, Indiana
- Regio 14 (Iowa)
- Regio 17 (Kentucky)
- Regio 18 (Land O'Lakes)
- Regio 20 (Milwaukee)
  - Milwaukee Mile, Milwaukee, Wisconsin
  - Road America, Elkhart Lake, Wisconsin
  - Blackhawk Farms, South Beloit, Illinois
- Regio 24 (Neohio)
  - Nelson-Ledges Road Course, Warren, Ohio
- Regio 29 (Ohio Valley)
  - Mid-Ohio Sports Car Course, Lexington, Ohio
- Regio 35 (South Bend)
- Regio 36 (Southern Indiana)
- Regio 47 (Southern West Virginia)
- Regio 51 (River Cities)
- Regio 56 (Lake Superior)
- Regio 64 (Columbus Sports Car Club)
- Regio 70 (Cincinnati)
- Regio 74 (Central Kentucky)
- Regio 75 (Indiana Northwest)
- Regio 82 (Blackhawk Valley)
  - Blackhawk Farms, Rockton, Illinois
- Regio 85 (Fort Wayne)
- Regio 86 (Western Ohio)
- Regio 89 (Northern Ohio Valley)
- Regio 99 (Great River)
- Regio 100 (Saginaw Valley)
- Regio 102 (Badlands)

### Zuidoostelijke Divisie
De Zuidoostelijke Divisie omvat Alabama, Florida, Georgia, North Carolina, South Carolina, Oost-Tennessee en Zuid-Virginia. De divisie is verdeeld in twee Area's: Area 3 met de Gulf Coast-regio's en Area 12 met de rest. De SCCA-regio's zijn als volgt, met de belangrijke SCCA-circuits erbij:
- Regio 1 (Alabama)
- Regio 3 (Atlanta)
  - Road Atlanta, Braselton, Georgia
- Regio 11 (Florida)
  - Homestead Motorsports Park, Homestead, Florida
  - Moroso Motorsports Park, Palm Beach Gardens, Florida
- Regio 12 (Gulf Coast)
- Regio 34 (Buccaneer)
  - Roebling Road, Bloomingdale, Georgia
- Regio 40 (Tennessee)
- Regio 45 (Wiregrass)
- Regio 55 (North Carolina)
  - Virginia International Raceway
- Regio 61 (Central Carolinas)
  - Carolina Motorsports Park, Kershaw, South Carolina
  - Lowe's Motor Speedway, Concord, North Carolina
- Regio N/A (Coastal Carolina)
- Regio 63 (Old Dominion)
- Regio 68 (Eastern Tennessee)
- Regio 79 (South Carolina)
- Regio 83 (Central Florida)
  - Daytona International Speedway, Daytona Beach, Florida
  - Sebring International Raceway
- Regio 91 (Middle Georgia)
- Regio 93 (Tennessee Valley)
- Regio 94 (Chattanooga)
- Regio 95 (Divie)
- Regio 103 (Blue Ridge)

### Noordoostelijke Divisie
De noordoostelijke Divisie omvat Connecticut, Delaware, Maine, Maryland, Massachusetts, New Hampshire, New Jersey, New York, Pennsylvania, Rhode Island, Vermont en Noord-Virginia. De divisie is verdeeld in drie Area's: Area 1 met New England en de New Yorkse agglomeratie, Area 10 met de staat New York en Area 2 met de rest. De SCCA-regio's zijn als volgt, met de belangrijke SCCA-circuits erbij:
- Regio 5 (Central New York)
  - Adirondack International Speedway, New Bremen, New York
- Regio 22 (New England)
  - Lime Rock Park, Lakeville, Connecticut
  - New Hampshire International Speedway, Loudon, New Hampshire
- Regio 23 (New York)
- Regio 25 (Northeastern Pennsylvania)
  - Pocono Raceway, Long Pond, Pennsylvania
- Regio 26 (Northern New Jersey)
- Regio 31 (Philadelphia)
- Regio 37 (Southern New York)
- Regio 39 (Steel Cities)
- Regio 42 (Washington D.C.)
  - Summit Point Motorsports Park, Summit Point, West Virginia
- Regio 43 (Western New York)
- Regio 59 (Central Pennsylvania)
- Regio 62 (Finger Lakes)
- Regio 65 (Mohawk-Hudson)
- Regio 71 (Glen)
  - Watkins Glen International, Watkins Glen, New York
- Regio 80 (Mahoning Valley)
  - BeaveRun Motorsports Complex, Wampum, Pennsylvania
- Regio 84 (South Jersey)
- Regio 92 (Susquehanna)
- Regio 97 (Blue Mountain)
- Regio 104 (Misery Bay)